# الیرد
الیرد، روستایی است از توابع بخش چهاردانگه شهرستان ساری در استان مازندران ایران.

## جمعیت
این روستا در دهستان گرماب قرار داشته و طبق آخرین سرشماری مرکز آمار ایران که در سال ۱۳۹۵ صورت گرفته، جمعیت آن ۱۳۸ نفر (۵۹ خانوار) است که ۷۰ تَن آن را مرد و ۶۸ تَن آن را زن تشکیل داده‌اند.